# Gratas Sirgėdas
Gratas Sirgėdas (Panevėžys, 17 de diciembre de 1994) es un futbolista lituano que juega como mediocampista para el FK Kauno Žalgiris de la A Lyga de Lituania.

## Trayectoria
Comenzó jugando para la Academia nacional de fútbol, donde anotó cinco goles. El 20 de agosto de 2013 se trasladó al VfB Stuttgart II de la liga alemana. Tras jugar la temporada 2015-16 para el Stuttgarter Kickers, para el comienzo de la siguiente temporada fichó por el FC Amberg,[cita requerida] dónde rescindió su contrato en febrero de 2017. En diciembre de 2018, firmó un contrato de una temporada con el campeón lituano "Sūduva".

### Selección nacional
Hizo su debut para la selección de fútbol de Lituania el 10 de septiembre de 2013 contra Liechtenstein durante la clasificación para la Copa Mundial de Fútbol de 2014.

## Palmarés

### Títulos nacionales
| Título                | Club         | País     | Año  |
| --------------------- | ------------ | -------- | ---- |
| Supercopa de Lituania | F. K. Sūduva | Lituania | 2019 |
| Copa de Lituania      | F. K. Sūduva | Lituania | 2019 |
| A Lyga                | F. K. Sūduva | Lituania | 2019 |